# Nguyễn Văn Huy
Nguyễn Văn Huy (sinh ngày 3 tháng 8 năm 1945) là một nhà nghiên cứu dân tộc học Việt Nam, cựu Giám đốc Bảo tàng Dân tộc học Việt Nam, hiện là Giám đốc chuyên môn của Trung tâm Di sản các nhà khoa học Việt Nam Lưu trữ ngày 1 tháng 8 năm 2016 tại Wayback Machine, Phó Giám đốc Trung tâm Nghiên cứu và Phát huy giá trị di sản văn hoá (thuộc Hội Di sản văn hoá Việt Nam), viết tắt là CCH. Ông đồng thời là Ủy viên Hội đồng Di sản văn hóa Quốc gia các nhiệm kỳ 2004-2009 và 2010-2014. Ông hiện là Giám đốc, kiêm chủ sở hữu của bảo tàng ngoài công lập mang tên Bảo tàng Nguyễn Văn Huyên.

## Thân thế
Nguyễn Văn Huy sinh ngày 03 tháng 8 năm 1945 tại Hà Nội. Cha là cố học giả Nguyễn Văn Huyên từng giữ cương vị Bộ trưởng Bộ Giáo dục từ năm 1946 đến năm 1975. Mẹ là Vi Kim Ngọc (dân tộc Tày), quê ở Lạng Sơn - con gái Tổng đốc Thái bình Vi Văn Định. Năm 1967, ông tốt nghiệp đại học chuyên ngành dân tộc học tại Khoa sử Đại học Tổng hợp Hà Nội. Năm 1988, ông nhận học vị tiến sĩ. Năm 1994, ông được phong học hàm Phó Giáo sư.

## Sự nghiệp
Nguyễn Văn Huy gắn bó với công việc nghiên cứu dân tộc học và bảo tàng dân tộc học trong suốt hơn 40 năm qua. Trong những năm 1970, ông liên tục đi nghiên cứu điền dã, điều tra cơ bản các dân tộc có dân số ít và thiếu thông tin ở vùng cao, biên giới, thuộc các tỉnh biên giới Việt-Trung, Việt-Lào, như các dân tộc thuộc các ngữ hệ Môn - Khmer, Hà Nhì - Lô Lô, Ka Đai, v.v... Những nghiên cứu của ông đã mang lại nhiều hiểu biết mới về tộc người được nghiên cứu, góp phần quan trọng vào nhiệm vụ hàng đầu của ngành dân tộc học lúc đó là xác định thành phần các dân tộc ở Việt Nam.
Năm 1983, Nguyễn Văn Huy được bổ nhiệm là Phó Viện trưởng Viện Dân tộc học (Việt Nam), trực thuộc Viện Hàn lâm Khoa học Xã hội Việt Nam. Ông đã tiên phong trong một lĩnh vực mới, một mũi nhọn trong dân tộc học khi ấy, đó là xã hội học tộc người tại Viện. Ông cùng đồng nghiệp đã thực hiện những nghiên cứu xã hội học đầu tiên ở nhiều tỉnh trong cả nước, từ Bắc tới Nam. Hướng nghiên cứu chủ yếu của ông khi ấy tập trung vào những vấn đề cuộc sống đương đại cũng như phát triển của các dân tộc thiểu số và các quan hệ dân tộc ở Việt Nam.
Năm 1995, ông giữ cương vị Giám đốc Bảo tàng Dân tộc học Việt Nam, trực thuộc Viện Hàn lâm Khoa học Xã hội Việt Nam. Trong thời gian giữ cương vị này đến năm 2006, ông đã lãnh đạo bảo tàng non trẻ này đạt nhiều thành tựu, trở thành một trong những bảo tàng hấp dẫn và năng động nhất hiện nay ở Việt Nam (đón hơn 200.000 khách một năm); mở ra nhiều hướng mới cho giới bảo tàng Việt Nam trong việc giữ gìn, bảo vệ và phát huy các di sản văn hóa như liên kết bảo tàng với cộng đồng, tổ chức biểu diễn, trình diễn văn nghệ dân gian, các nghề thủ công ở bảo tàng, xây dựng các chương trình giáo dục tại bảo tàng, và mở rộng mạng lưới với các bảo tàng khu vực và quốc tế v.v...
Từ năm 2007, ông là Giám đốc Trung tâm Di sản các nhà khoa học Việt Nam Lưu trữ ngày 1 tháng 8 năm 2016 tại Wayback Machine, hoạt động nhằm nghiên cứu, bảo tồn và lưu giữ những giá trị văn hóa vật thể và phi vật thể thông qua tiểu sử, ký ức, tư liệu và hiện vật cá nhân của các nhà khoa học Việt Nam. Giới thiệu, trưng bày về cuộc sống, những đóng góp và lao động khoa học của nhà khoa học, tôn vinh các nhà khoa học đã cống hiến vì sự nghiệp khoa học Việt Nam, vì tổ quốc Việt Nam.
Năm 2014, ông và gia đình đã thành lập Bảo tàng Nguyễn Văn Huyên, một bảo tàng ngoài công lập, nhằm trưng bày cuộc đời và sự nghiệp của người cha của mình là giáo sư Nguyễn Văn Huyên. Điểm đặc biệt là Bảo tàng sử dụng dòng tự sự của ngôi thứ nhất, là những người con, kể chuyện về bố mẹ của mình. Qua trưng bày, Bảo tàng mong muốn chuyển tới công chúng thông điệp rằng cuộc đời cùng với những tư liệu và ký ức của một con người, một gia đình góp phần tăng thêm hiểu biết về lịch sử, xã hội, và văn hóa của một thời kỳ, một đất nước. Việc giữ gìn, bảo tồn các tư liệu, hiện vật của mỗi cá nhân, mỗi gia đình sẽ khiến cho di sản của địa phương, của đất nước thêm giàu có. Ngày 19 tháng 12 năm 2014, Bảo tàng đã chính thức được khai trương và mở cửa đón công chúng vào thứ 7 và Chủ nhật hằng tuần.

## Các trưng bày đã chủ trì và/hoặc tham gia thực hiện tại Bảo tàng Dân tộc học Việt Nam
1. Những cuộc hành trình của con người, tinh thần, và linh hồn (2003) tại New York
2. Hanbok – Trang phục cổ truyền Hàn Quốc (24/12/2003) Lưu trữ ngày 26 tháng 4 năm 2009 tại Wayback Machine
3. Cuộc sống Đồng bằng sông Cửu Long: Câu chuyện của 6 cộng đồng (2004) Lưu trữ ngày 26 tháng 4 năm 2009 tại Wayback Machine
4. Đồ vải của người Thái ở tiểu vùng sông Mê Kông (10/12/2004 - 10/6/2005) Lưu trữ ngày 26 tháng 4 năm 2009 tại Wayback Machine
5. 100 năm đám cưới Việt Nam (2005) Lưu trữ ngày 27 tháng 9 năm 2011 tại Wayback Machine
6. Cuộc sống ở Hà Nội thời Bao Cấp (1975 – 1986) năm 2005 Lưu trữ ngày 26 tháng 4 năm 2009 tại Wayback Machine
7. Từ Chi – nhà dân tộc học (2005) Lưu trữ ngày 26 tháng 4 năm 2009 tại Wayback Machine
8. Người Pà Thẻn (2006) Lưu trữ ngày 26 tháng 4 năm 2009 tại Wayback Machine
9. Người dân Phố cổ tự nói về những giá trị văn hóa phi vật thể (6/2006) Lưu trữ ngày 26 tháng 4 năm 2009 tại Wayback Machine
10. Sống trong bí tích – Văn hóa Công giáo đương đại Việt Nam (2008) Lưu trữ ngày 16 tháng 8 năm 2012 tại Wayback Machine
11. Đường 9 – Cơ hội và thách thức (2009) Lưu trữ ngày 16 tháng 8 năm 2012 tại Wayback Machine
12. Câu chuyện Mê Kông: Thách thức và ước mơ (2009-2010) Lưu trữ ngày 25 tháng 2 năm 2010 tại Wayback Machine

## Công trình nghiên cứu
Ông là tác giả, đồng tác giả của khoảng trên dưới 10 cuốn sách và hơn 60 bài nghiên cứu chuyên ngành dân tộc học, bảo tàng học, tiêu biểu như:
(2023) Nguyen Van Huy & Nguyen Vu Hoang "Soviet-style Apartment Blocks in Hanoi: Architecture and Intellectual Exchange" [Nhà tập thể mô hình Xô-viết ở Hà Nội: Một sự trao đổi về kiến trúc và tri thức] in trong Jacob Copeman, Lam Minh Chau, Joanna Cook, Nicholas J. Long, and Magnus Marsden (Eds.), An Anthropology of Intellectual Exchange: Interactions, Transactions and Ethics in Asia and Beyond, chapter 3, Berghahn Books, Oxford, ISBN 978-1-80539-070-1.
(2022) Nguyễn Văn Huy & Nguyễn Vũ Hoàng "Impulsions for the Invention of Tradition in Vietnam: the Case of Ném Thượng Village Festival, Bac Ninh Province" [Những xung lực cho kiến tạo truyền thống ở Việt Nam: Trường hợp Hội làng Ném Thượng, Bắc Ninh], Vietnam Social Sciences Review, No.3 (209), 2022, pp. 75–92.
(2017) "Life in Hanoi in the State Subsidy Period: Questions Raised in Social Criticism and Social Reminiscences", in Regna Darnell & Frederic W. Gleach (Eds.) Historicizing Theories, Identities, and Nations (Histories of Anthropology Annual Series), University of Nebraska Press, pp. 219–252.
Nguyen Van Huy, Vu Thi Ha, and Vu Thi Thanh Tam (2016) "The Exhibition on Catholic Culture: Dialogues and Negotiations at the Vietnam Museum of Ethnology", Curator: The Museum Journal, 59(2): 81-98.
Kendall, Laurel, Vu Thi Ha, Vu Thi Thanh Tam, Nguyen Van Huy, and Nguyen Thi Hien (2013) "Is it a Sin to Sell a Statue? Catholic Statues and the Traffic in Antiquities in Vietnam", Museum Anthropology, 36(1): 66–82.
(2010) Vietnam Museum of Ethnology: The Making of a National Museum for Communities Lưu trữ ngày 7 tháng 5 năm 2016 tại Wayback Machine, On Museums series, published by The Inclusive Museum, a book imprint by Common Ground Publishing.
(2010) "Vietnam Museum of Ethnology: Community and Sustainable Development", in Community-Based Approach to Museum Development in Asia and the Pacific for Culture and Sustainable Development, UNESCO, Paris, pp. 46–57.
(2010) "Hướng đến một bảo tàng khoa học kỹ thuật tại Hà Nội ở thập kỷ thứ hai của thế kỷ XXI", Hội thảo quốc tế về Phát triển bền vững Thủ đô Hà Nội văn hiến, anh hùng, vì hòa bình, Nhà xuất bản Đại học quốc gia Hà Nội, tr. 501-509, đồng tác giả với Phạm Kim Ngân.
(2009) "Museum and Urban Anthropology: Experiences of Vietnam Museum of Ethnology" [Bảo tàng và Nhân học đô thị: Kinh nghiệm trong hoạt động của Bảo tàng Dân tộc học Việt Nam], in Vo Quang Trong and Amareswar Galla (Eds.) Proceedings of the International Conference on Museum and Urban Anthropology, November 17-20, 2008, Hanoi: Vietnam Museum of Ethnology, pp. 24–35.
(2008) Faces, Voices and Lives: Experience of a Director in Building a Museum for Communities [Những gương mặt, giọng nói, và cuộc đời: Những kinh nghiệm của một giám đốc trong việc xây dựng bảo tàng vì cộng đồng], Nguyen Van Huy and Margaret Barnhill Bodemer (Eds.), Nhà xuất bản Thế giới, Hà Nội.
(2008) "The One-eyed God at the Vietnam Museum of Ethnology: The Story of a Village Conflict" Lưu trữ ngày 19 tháng 9 năm 2015 tại Wayback Machine [Về hiện vật Thần độc cước tại Bảo tàng Dân tộc học Việt Nam: Câu chuyện về mẫu thuẫn trong làng], Journal of Asian Ethnology, 67(2), pp. 201–218, Đồng tác giả với Pham Lan Huong.
(2007) Di sản văn hóa, bảo tàng & những cuộc đối thoại (Chủ biên), Nhà xuất bản Thế giới, Hà Nội.
(2007) Hanoi Life under the Subsidy Economy (1975-1986) Lưu trữ ngày 26 tháng 4 năm 2009 tại Wayback Machine [Cuộc sống Hà Nội thời Bao cấp (1975-1986)] (Chủ biên), Nhà xuất bản Thế giới, Hà Nội.
(2006) Bảo tàng Dân tộc học Việt Nam: Những ngôi nhà dân gian (Chủ biên), Nhà xuất bản Thế giới, Hà Nội.
(2006) Đồ vải Thái ở Tiểu vùng sông Mê Công (Chủ biên), Bảo tàng Dân tộc học Việt Nam, Hà Nội.
(2005) Từ Dân tộc học đến Bảo tàng Dân tộc học: Con đường học tập và nghiên cứu, 2 tập, Nhà xuất bản Khoa học xã hội, Hà Nội.
(2005) "Đa dạng hóa các hoạt động bảo tàng hiện đại", trong Một con đường tiếp cận Di sản văn hóa, Nhà xuất bản Thế giới, Hà Nội.
(2004) "The Role of Visual Materials in the Vietnam Museum of Ethnology", Power of Visual: Towards Cultural Comparison and Exchange between Vietnam and Japan, Proceeding of International Forum organized in Hanoi, pp. 41–58.
(2003) "Tet Holidays: Ancestral Visits and Spring Journeys" [Tết Nguyên Đán: Đón tổ tiên và những chuyến du xuân], Nguyen Van Huy and Laurel Kendall (eds.) Vietnam: Journeys of Body, Mind and Spirit [Việt Nam: Những cuộc hành trình của con người, tinh thần và linh hồn], University of California Press: Berkeley, pp. 70–91.
(2003) "The Mid-Autumn Festival" [Tết Trung thu], Nguyen Van Huy and Laurel Kendall (eds.) Vietnam: Journeys of Body, Mind and Spirit [Việt Nam: Những cuộc hành trình của con người, tinh thần và linh hồn], University of California Press: Berkeley, pp. 92–107.
(2001) Bức tranh văn hoá các dân tộc Việt Nam (Chủ biên), Nhà xuất bản Giáo dục, Hà Nội.
(1999) "Góp phần bảo tồn và phát huy sự đa dạng của văn hóa dân tộc: Xem xét từ góc nhìn của các bảo tàng dân tộc học", Tạp chí Khoa học xã hội.
(1991) Văn hóa truyền thống của người La Chí, Nhà xuất bản Văn hóa dân tộc, Hà Nội.
(1985) Các dân tộc nhóm ngôn ngữ Hà Nhì-Lô Lô, Nhà xuất bản Văn hóa dân tộc, Hà Nội.

## Tặng thưởng
Những đóng góp quan trọng của ông cho ngành dân tộc học và bảo tàng học đã được trao tặng nhiều giải thưởng:
• Năm 1998, ông được trao giải thưởng John D. Rockefeller 3 của Hội đồng Văn hóa châu Á (Hoa Kỳ).
• Năm 2003, ông được trao giải thưởng Cống hiến vì những người thợ thủ công của Tổ chức hỗ trợ những người thợ thủ công Lưu trữ ngày 6 tháng 1 năm 2011 tại Wayback Machine (ATA Lưu trữ ngày 20 tháng 5 năm 2009 tại Portuguese Web Archive) (Hoa Kỳ).
• Năm 2007, ông được Bộ Văn hóa - Truyền thông nước Cộng hòa Pháp trao Huân chương Nghệ thuật và Văn chương Lưu trữ ngày 9 tháng 7 năm 2011 tại Wayback Machine (Ordre des Arts et des Lettre, Chevalier).
• Năm 2015, ông được Nước Cộng hòa xã hội chủ nghĩa Việt Nam trao Huân chương Lao động hạng Nhì.
• Năm 2018, ông cùng một số nhà khoa học được trao Giải thưởng Bùi Xuân Phái - Vì tình yêu Hà Nội về ý tưởng "Đề xuất bảo tồn và phát huy di chỉ Vườn Chuối"